# Edy Velander
Frans Edvard „Edy“ Hubert Velander (* 4. Mai 1894; † 26. November 1961 in Stockholm) war ein schwedischer Elektrotechniker.

## Leben
Seine Eltern waren Edvard Velander und Jenny Richter (1866–1938). Nachdem sein Vater kurz nach seiner Geburt gestorben war, wuchs er mit seinen Brüdern in Skara auf.
Er absolvierte 1916 sein Studium der Elektrotechnik an der Königlich Technischen Hochschule Stockholm mit den besten Noten. Danach studierte er an der Technischen Universität Berlin-Charlottenburg und an der Harvard University, wo er 1918 seinen Master erwarb. Zwischen 1917 und 1919 war er am Massachusetts Institute of Technology Assistent in der elektrotechnischen Forschungsabteilung. 1920 erhielt er ein Angebot von Vattenfall, kehrte zurück nach Schweden und erarbeitete einen Plan zum Ausgleich temporärer Spitzenlasten.
Als 1927 die Föreningen för Elektricitetens Rationella Användning  (FERA; Vereinigung für die rationelle Nutzung der Elektrizität) gegründet wurde, wurde er Redakteur der Zeitschrift ERA und interessierte sich als solcher über Fragen der Sicherheit, Tarife und Statistiken über den Stromverbrauch.
Von 1938 bis 1940 war er stellvertretender Präsident der Ingenjörsvetenskapsakademien (IVA; Königliche Akademie für Ingenieurwissenschaften) und von 1941 bis 1959 deren Präsident.
Um 1946 stand er in enger Verbindung zu Vannevar Bush und war Mitglied im National Committee on Mathematical Machines, das schwedische Computer bauen sollte. 1963 wurde die BESK (Binary Electronic Sequence Calculator) vorgestellt.
Velander war von 1917 bis 1952 mit der Lehrerin Maj Halle verheiratet, mit der er zwei Töchter hatte, darunter die Schauspielerin Meta Velander. Von 1952 bis 1961 war er mit Stina Hallman verheiratet.

## Veröffentlichungen
- Wartime organization of scientific engineering research in Sweden; Friebele Press (1944)